# Хиросэ, Тансо
Тансо Хиросэ (яп. 広瀬淡窓; 22 мая 1782 — 28 ноября 1856) — японский неоконфуцианский учёный, философ, педагог и поэт.

## Биография

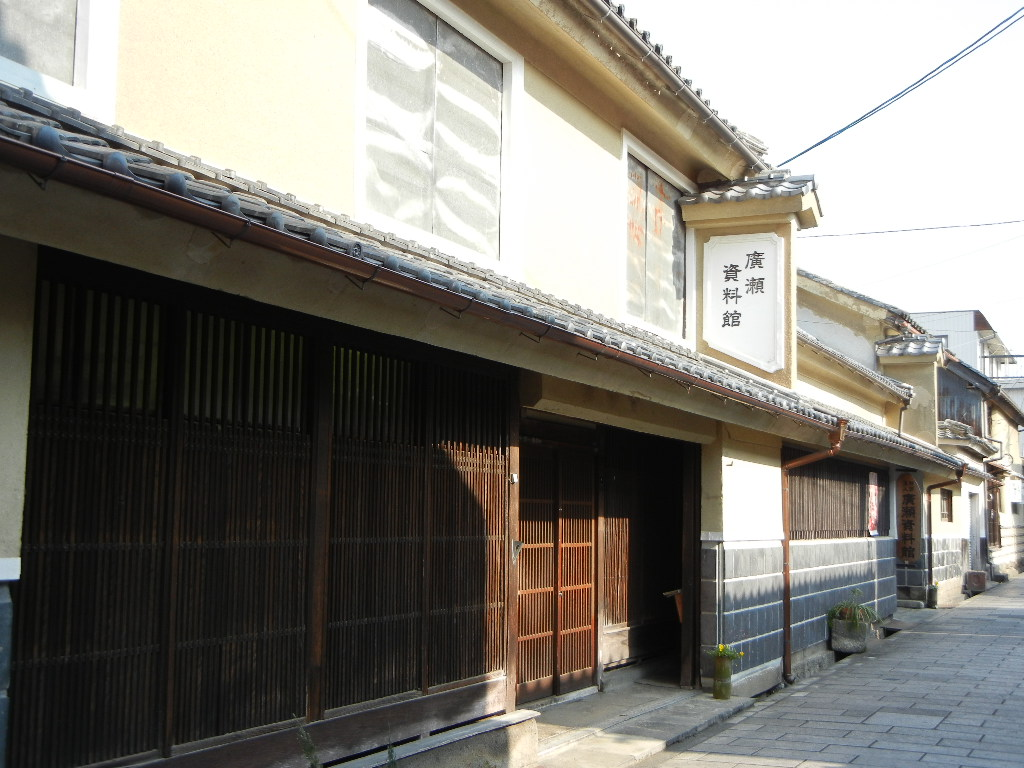
Дом семьи Тансо Хиросэ в Хита, ныне музей Тансо Хиросэ

Родился во 2-й год Тэммэй в уезде Хито префектуры Оита в богатой купеческой семье. Получил хорошее образование в разных областях знаний. Поскольку он был старшим сыном, то должен был наследовать отцу. Однако из-за проблем со здоровьем передал свои права наследования младшему брату Кьюбиену.
В 1801 году (Период Эдо) в г. Хита основал Академию неоконфуцианства — «Кангиэн», назвав её согласно «Книге песен», что в переводе означает примерно «сад или академия для всех». Целью обучения в «Кангиэне» было создание образовательной программы, которая по самой своей природе осуществила бы социальную реформу в Японии. Распространение школ и терпимый интеллектуальный климат позднего Токугавы привели к уменьшению различия между ортодоксальным и неортодоксальным неоконфуцианским учением.
В академию принимались студенты на основе вступительных экзаменов, независимо от их статуса, возраста или академического опыта. В то время это было редкостью, поэтому академия быстро прославилась на всю страну. При жизни Хиросэ прошли обучение около 3000 молодых японцев, а до 1871 года — более 4000 человек со всей Японии. Среди его выпускников были конфуцианские и буддийские монахи, доктора традиционной китайской медицины и медицины Западной Европы, политики и администраторы, торговцы, фермеры и самураи. В числе его известных учеников: Киёура Кэйго, 23-й премьер-министр Японии (7 января — 11 июня 1924 года). Из-за болезней, поступив как восточный мудрец, оставил своё дело на брата Кьюбиена (久 兵衛, 1790—1871).
Тансо Хиросэ в 1837 году опубликовал антологию своих стихотворений. С 1925 по 1927 год было опубликовано трехтомное издание его трудов под названием «Tanso Zenshu» (淡窓全集).